# Sielsowiet Babowiczy
Sielsowiet Babowiczy (biał. Бабовіцкі сельсавет, ros. Бобовичский сельсовет) – sielsowiet na Białorusi, w obwodzie homelskim, w rejonie homelskim, z siedzibą w Babowiczach.

## Demografia
Według spisu z 2009 sielsowiet Babowiczy zamieszkiwało 2858 osób, w tym 2577 Białorusinów (90,17%), 184 Rosjan (6,44%), 63 Ukraińców (2,20%), 3 Tatarów (0,10%), 2 Polaków (0,07%), 17 osób innych narodowości i 12 osób, które nie podały żadnej narodowości.

## Geografia
Sielsowiet położony jest w centralnej części rejonu homelskiego. Od północnego wschodu graniczy z Homlem. Przebiegają przez niego drogi magistralne M8 i M10.

## Miejscowości
- agromiasteczko:
  - Babowiczy
- wsie:
  - Asaucy
  - Cykuny
  - Czkaława
  - Sasnouka
  - Staryja Dziatławiczy
  - Uza